# Giải bóng đá Vô địch Quốc gia 2004
Giải bóng đá Vô địch Quốc gia 2004, tên gọi chính thức là Giải bóng đá Vô địch Quốc gia Kinh Đô 2004 hay Kinh Đô V-League 2004 vì lý do tài trợ, là mùa giải thứ 21 của Giải bóng đá Vô địch Quốc gia và là mùa giải chuyên nghiệp thứ tư của V-League. Giải khởi tranh vào ngày 4 tháng 1 và kết thúc vào ngày 20 tháng 6 năm 2004 với 12 câu lạc bộ tham dự. Các đội bóng thi đấu vòng tròn hai lượt tính điểm, hai đội xếp cuối sẽ xuống thi đấu tại giải hạng Nhất mùa giải sau.

## Thay đổi trong mùa giải

### Thay đổi đội bóng
| Thăng hạng từ giải Hạng Nhất 2003 - Bình Dương - Hải Phòng | Xuống hạng đến giải Hạng Nhất 2004 - Cảng Sài Gòn - LG-ACB[a] Đã chuyển giao - Hàng không Việt Nam[a] |

^[a] LG-ACB xếp cuối mùa giải trước nhưng vẫn tiếp tục tham dự giải bằng cách sáp nhập với Hàng không Việt Nam và đổi tên thành LG Hà Nội ACB.

## Các đội bóng

### Sân vận động
| Câu lạc bộ                   | Địa điểm                       | Sân vận động | Sức chứa |
| ---------------------------- | ------------------------------ | ------------ | -------- |
| Bình Dương                   | Thủ Dầu Một, Bình Dương        | Gò Đậu       | 25.000   |
| Bình Định                    | Quy Nhơn, Bình Định            | Quy Nhơn     | 20.000   |
| Delta Đồng Tháp              | Thị xã Cao Lãnh, Đồng Tháp     | Cao Lãnh     | 20.000   |
| Đà Nẵng                      | Hải Châu, Đà Nẵng              | Chi Lăng     | 30.000   |
| Gạch Đồng Tâm Long An        | Tân An, Long An                | Long An      | 20,000   |
| Hoàng Anh Gia Lai            | Pleiku, Gia Lai                | Pleiku       | 15.000   |
| LG Hà Nội ACB                | Đống Đa, Hà Nội                | Hàng Đẫy     | 25.000   |
| Ngân hàng Đông Á Thép Pomina | Quận 10, Thành phố Hồ Chí Minh | Thống Nhất   | 22,000   |
| Sông Đà Nam Định             | Thành phố Nam Định, Nam Định   | Thiên Trường | 30.000   |
| Sông Lam Nghệ An             | Vinh, Nghệ An                  | Vinh         | 20.000   |
| Thép Việt Úc Hải Phòng       | Ngô Quyền, Hải Phòng           | Lạch Tray    | 30,000   |
| Thể Công                     | Đống Đa, Hà Nội                | Hàng Đẫy     | 25.000   |

### Nhân sự, nhà tài trợ và áo đấu
| Câu lạc bộ                   | Huấn luyện viên     | Đội trưởng     | Nhà sản xuất áo đấu | Nhà tài trợ chính (trên áo đấu) |
| ---------------------------- | ------------------- | -------------- | ------------------- | ------------------------------- |
| Bình Dương                   | Nam Dae-sik         |                |                     | Becamex                         |
| Bình Định                    | Dương Ngọc Hùng     |                |                     |                                 |
| Delta Đồng Tháp              | Phạm Anh Tuấn       | Trần Duy Quang |                     | Vinausteel                      |
| Đà Nẵng                      | Gary Phillips       |                |                     | Biere Larue                     |
| Gạch Đồng Tâm Long An        | Henrique Calisto    |                |                     | Gạch Đồng Tâm Long An           |
| Hoàng Anh Gia Lai            | Arjhan Songamsuk    |                |                     |                                 |
| LG Hà Nội ACB                | Hoàng Văn Phúc      |                |                     | LG Tribeco                      |
| Ngân hàng Đông Á Thép Pomina | Hồ Văn Thu          |                |                     |                                 |
| Sông Đà Nam Định             | Nguyễn Ngọc Hảo     |                |                     | Thép Việt - Ý                   |
| Sông Lam Nghệ An             | Nguyễn Thành Vinh   |                |                     |                                 |
| Thép Việt Úc Hải Phòng       | Dominique Fernandez |                |                     |                                 |
| Thể Công                     | Nguyễn Thanh Hải    |                |                     | Viettel                         |

### Đổi tên
| Tên cũ           | Tên mới                      | Ngày thay đổi                         |
| ---------------- | ---------------------------- | ------------------------------------- |
| Nam Định         | Sông Đà Nam Định             | 22 tháng 8 năm 2003 (trước mùa giải)  |
| Đồng Tháp        | Delta Đồng Tháp              | 25 tháng 12 năm 2003 (trước mùa giải) |
| Ngân hàng Đông Á | Ngân hàng Đông Á Thép Pomina | 4 tháng 1 năm 2004                    |

### Thay đổi huấn luyện viên
| Đội bóng                     | Huấn luyện viên đi | Hình thức       | Ngày rời đi      | Vị trí xếp hạng | Huấn luyện viên đến | Ngày đến         |
| ---------------------------- | ------------------ | --------------- | ---------------- | --------------- | ------------------- | ---------------- |
| Bình Dương                   | Trần Bình Sự       | Hết hợp đồng    | 31 tháng 7, 2003 | Trước mùa giải  | Nam Dae-sik         | 2003             |
| Thể Công                     | Branko Radovic     | Chuyển công tác | 7 tháng 11, 2003 | Trước mùa giải  | Phan Văn Mỵ         | 7 tháng 11, 2003 |
| Nam Định                     | Hervé Renard       | Chia tay        | Tháng 12, 2003   | Trước mùa giải  | Nguyễn Ngọc Hảo     | Tháng 12, 2003   |
| Thể Công                     | Phan Văn Mỵ        | Chuyển công tác | 29 tháng 1, 2004 | Thứ 12          | Nguyễn Thanh Hải    | 29 tháng 1, 2004 |
| Ngân hàng Đông Á Thép Pomina | Francisco Vital    | Sa thải         | 9 tháng 3, 2004  | Thứ 9           | Hồ Văn Thu          | 9 tháng 3, 2004  |
| Bình Dương                   | Nam Dae-sik        | Sang chức GĐKT  | 9 tháng 3, 2004  | Thứ 6           | Mai Ngọc Khoa       | 9 tháng 3, 2004  |
| Thép Việt Úc Hải Phòng       | Trần Văn Phúc      | Từ chức         | 26 tháng 4, 2004 | Thứ 9           | Dominique Fernandez | 26 tháng 4, 2004 |
| Đà Nẵng                      | Kenneth Morton     | Chuyển công tác | 10 tháng 5, 2004 | Thứ 8           | Gary Phillips       | 10 tháng 5, 2004 |
| Bình Dương                   | Mai Ngọc Khoa      | Sa thải         | 11 tháng 5, 2004 |                 | Nam Dae-sik         | 11 tháng 5, 2004 |
| LG Hà Nội ACB                | Lê Thụy Hải        | Sa thải         | 21 tháng 5, 2004 |                 | Hoàng Văn Phúc      | 21 tháng 5, 2004 |

### Cầu thủ nước ngoài
Thể Công là đội duy nhất trong số 12 đội tham dự không sử dụng ngoai binh. In đậm cho biết tên cầu thủ đã được đăng ký chuyển nhượng giữa mùa.
| Câu lạc bộ                   | Cầu thủ 1          | Cầu thủ 2         | Cầu thủ 3              | Cầu thủ 4            | Cầu thủ cũ                                           |
| ---------------------------- | ------------------ | ----------------- | ---------------------- | -------------------- | ---------------------------------------------------- |
| Hải Phòng                    | Willy Kyambadde    | Tuba Kisolokele   | Miranda Oyarce         | Luis Alejandro       | Abayomy Felix Henry Kakooza Andrew Lule              |
| Nam Định                     | Paul Nwachukwu     | Nikolay Tkachenko | Amaobi                 | Sergei Chmokine      | Tomás Inguana Andrey Pyskarev                        |
| Hoàng Anh Gia Lai            | Totchtawan Sripan  | Dusit Chalermsan  | Kiatisuk Senamuang     | Somsit Orusomchit    | Chukiat Noosarung                                    |
| Đà Nẵng                      | Nuro Amiro         | Cledson Silva     | Rogerio M. Pereira     | Morgan Nkathazo      | Muisi Ajao                                           |
| Bình Dương                   | Kim Gwan Hoi       | Euvaldo Neto      | Lee Yoo Sung           | Park Sung Kwang      | Kim Dae Chul Kawalya Samuel Mujabi                   |
| Đồng Tháp                    | Yevgen Nemodruk    | Markin Yuriy      | Sidorenko Oleksandr    | Chekhovskyy          | Karpyna Ivan Shevelyuk Boric                         |
| LG Hà Nội ACB                | Emeka Achilefu     | Mauricio Giganti  | Roberto Rosano         | Anthony Kankam       | Gonzalo Javier Abdul Wasiu Saliu                     |
| Sông Lam Nghệ An             | Julien Nsengiyumva | Sandro Pedrosa    | Ebenezer Abbey         | Gatera Alphonse      | Morgan Nkathazo                                      |
| Bình Định                    | Issawa Singthong   | Nirut Surasiang   | Pipat Thonkanya        | Yuthajak Konjam      | Carlos Granano                                       |
| Ngân hàng Đông Á Thép Pomina | Therdsak Chaiman   | Niweat Siriwong   | Sakda Joemdee          | Jose Carlos De Silva | Pitipong Kuldilok                                    |
| Gạch Đồng Tâm Long An        | Endurance Idahor   | Carlos Rodrigues  | Bruno De Souza Barbosa | Fabio dos Santos     | Ronald Martin Katsigazi Kenny Damas Santos Nasciment |

## Bảng xếp hạng
| VT | Đội                              | ST | T  | B  | H  | BT | BB | HS  | Đ  | Giành quyền tham dự hoặc xuống hạng                    |
| -- | -------------------------------- | -- | -- | -- | -- | -- | -- | --- | -- | ------------------------------------------------------ |
| 1  | Hoàng Anh Gia Lai (C, Q)         | 22 | 14 | 4  | 4  | 40 | 15 | +25 | 46 | Giành quyền tham dự AFC Champions League 2005          |
| 2  | Sông Đà Nam Định                 | 22 | 13 | 4  | 5  | 30 | 23 | +7  | 44 |                                                        |
| 3  | Gạch Đồng Tâm Long An            | 22 | 12 | 8  | 2  | 41 | 33 | +8  | 38 |                                                        |
| 4  | Sông Lam Nghệ An                 | 22 | 9  | 3  | 10 | 38 | 17 | +21 | 37 |                                                        |
| 5  | LG Hà Nội ACB                    | 22 | 11 | 8  | 3  | 30 | 26 | +4  | 36 |                                                        |
| 6  | Bình Dương                       | 22 | 7  | 8  | 7  | 24 | 24 | 0   | 28 |                                                        |
| 7  | Bình Định (Q)                    | 22 | 7  | 9  | 6  | 22 | 30 | −8  | 27 | Giành quyền tham dự AFC Champions League 2005          |
| 8  | Delta Đồng Tháp                  | 22 | 7  | 11 | 4  | 23 | 29 | −6  | 25 |                                                        |
| 9  | Đà Nẵng                          | 22 | 5  | 8  | 9  | 27 | 28 | −1  | 24 |                                                        |
| 10 | Thép Việt Úc Hải Phòng           | 22 | 7  | 14 | 1  | 22 | 37 | −15 | 22 |                                                        |
| 11 | Thể Công (R)                     | 22 | 5  | 12 | 5  | 20 | 39 | −19 | 20 | Xuống hạng và thi đấu tại Giải hạng Nhất Quốc gia 2005 |
| 12 | Ngân hàng Đông Á Thép Pomina (R) | 22 | 4  | 12 | 6  | 22 | 38 | −16 | 18 | Xuống hạng và thi đấu tại Giải hạng Nhất Quốc gia 2005 |

1. ↑  LG-ACB sáp nhập với Hàng không Việt Nam và đổi tên thành LG Hà Nội ACB.
2. ↑  Bình Định tham dự AFC Champions League 2005 với tư cách là đội vô địch cúp quốc gia 2004.

## Lịch thi đấu và kết quả

### Lịch thi đấu

#### Vòng 1
| 4 tháng 1 năm 2004 | LG Hà Nội ACB  | 1–0      | Thép Việt Úc Hải Phòng | Đống Đa, Hà Nội                                                     |  |
| 15:00              | - Achilefu 82' | Chi tiết |                        | Sân vận động: Hà Nội Lượng khán giả: 2.000 Trọng tài: Lương Thế Tài |  |

| 4 tháng 1 năm 2004 | Sông Đà Nam Định              | 2–1      | Thể Công                       | TP. Nam Định, Nam Định                            |  |
| 15:00              | - Trung Kiên 18' - Amaobi 38' | Chi tiết | - Hải Long 52' - Bảo Khanh 81' | Sân vận động: Thiên Trường Lượng khán giả: 12.000 |  |

| 4 tháng 1 năm 2004 | Đà Nẵng | 0–0      | Sông Lam Nghệ An | Hải Châu, Đà Nẵng                             |  |
| 15:00              |         | Chi tiết |                  | Sân vận động: Chi Lăng Lượng khán giả: 15.000 |  |

| 4 tháng 1 năm 2004 | Ngân hàng Đông Á Thép Pomina | 0–0      | Bình Dương | Quận 10, TP.HCM                                 |  |
| 17:00              |                              | Chi tiết |            | Sân vận động: Thống Nhất Lượng khán giả: 10.000 |  |

| 4 tháng 1 năm 2004 | Hoàng Anh Gia Lai                                     | 4–0      | Bình Định | Pleiku, Gia Lai                                                      |  |
| 15:00              | - Minh Hải 42', 60' - Quang Trường 55' - Kiatisuk 61' | Chi tiết |           | Sân vận động: Pleiku Lượng khán giả: 4.500 Trọng tài: Hoàng Trí Dũng |  |

| 4 tháng 1 năm 2004 | Gạch Đồng Tâm Long An            | 4–0      | Delta Đồng Tháp   | Tân An, Long An                             |  |
| 15:30              | - Lê Thanh Xuân 28' - Carlos 29' | Chi tiết | - Ngô Bá Hùng 68' | Sân vận động: Long An Lượng khán giả: 5.000 |  |

#### Vòng 22
| Lượt đi    | Lượt đi      | Lượt đi | Trận                         | Trận | Trận                         | Lượt về | Lượt về      | Lượt về    |
| ---------- | ------------ | ------- | ---------------------------- | ---- | ---------------------------- | ------- | ------------ | ---------- |
| Ngày       | Sân          | Tỷ số   | Đội                          |      | Đội                          | Tỷ số   | Sân          | Ngày       |
| 4 tháng 1  | Hàng Đẫy     | 1-0     | LG.HN.ACB                    | -    | Hải Phòng                    | 6-3     | Lạch Tray    | 11 tháng 4 |
| 4 tháng 1  | Thiên Trường | 2-1     | Nam Định                     | -    | Thể Công                     | 2-0     | Hàng Đẫy     | 11 tháng 4 |
| 4 tháng 1  | Chi Lăng     | 0-0     | Đà Nẵng                      | -    | Sông Lam Nghệ An             | 0-0     | Vinh         | 11 tháng 4 |
| 4 tháng 1  | Thống Nhất   | 0-0     | Ngân hàng Đông Á Thép Pomina | -    | Bình Dương                   | 0-1     | Gò Đậu       | 11 tháng 4 |
| 4 tháng 1  | Pleiku       | 4-0     | HAGL                         | -    | Bình Định                    | 0-1     | Quy Nhơn     | 11 tháng 4 |
| 4 tháng 1  | Long An      | 2-1     | Gạch Đồng Tâm Long An        | -    | Đồng Tháp                    | 3-1     | Cao Lãnh     | 11 tháng 4 |
| 11 tháng 1 | Cao Lãnh     | 0-2     | Đồng Tháp                    | -    | Hoàng Anh Gia Lai            | 1-3     | Pleiku       | 17 tháng 4 |
| 11 tháng 1 | Vinh         | 1-0     | Sông Lam Nghệ An             | -    | Ngân hàng Đông Á Thép Pomina | 3-3     | Thống Nhất   | 17 tháng 4 |
| 11 tháng 1 | Gò Đậu       | 1-1     | Bình Dương                   | -    | Đà Nẵng                      | 0-0     | Chi Lăng     | 17 tháng 4 |
| 11 tháng 1 | Quy Nhơn     | 4-1     | Bình Định                    | -    | Gạch Đồng Tâm Long An        | 0-1     | Long An      | 17 tháng 4 |
| 11 tháng 1 | Lạch Tray    | 1-4     | Hải Phòng                    | -    | Nam Định                     | 0-2     | Thiên Trường | 17 tháng 4 |
| 11 tháng 1 | Hàng Đẫy     | 0-3     | Thể Công                     | -    | LG.HN.ACB                    | 0-2     | Hàng Đẫy     | 17 tháng 4 |
| 18 tháng 1 | Pleiku       | 2-1     | Hoàng Anh Gia Lai            | -    | Gạch Đồng Tâm Long An        | 2-1     | Long An      | 25 tháng 4 |
| 18 tháng 1 | Hàng Đẫy     | 3-1     | LG.HN.ACB                    | -    | Nam Định                     | 0-2     | Thiên Trường | 25 tháng 4 |
| 18 tháng 1 | Lạch Tray    | 3-1     | Hải Phòng                    | -    | Thể Công                     | 1-2     | Hàng Đẫy     | 25 tháng 4 |
| 18 tháng 1 | Cao Lãnh     | 1-2     | Đồng Tháp                    | -    | Bình Định                    | 1-1     | Quy Nhơn     | 25 tháng 4 |
| 18 tháng 1 | Vinh         | 1-1     | Sông Lam Nghệ An             | -    | Bình Dương                   | 0-0     | Gò Đậu       | 25 tháng 4 |
| 18 tháng 1 | Thống Nhất   | 2-1     | Ngân hàng Đông Á Thép Pomina | -    | Đà Nẵng                      | 2-2     | Chi Lăng     | 25 tháng 4 |
| 6 tháng 2  | Pleiku       | 6-1     | Hoàng Anh Gia Lai            | -    | Nam Định                     | 0-2     | Thiên Trường | 30 tháng 4 |
| 6 tháng 2  | Hàng Đẫy     | 0-0     | Thể Công                     | -    | Bình Định                    | 0-1     | Quy Nhơn     | 30 tháng 4 |
| 8 tháng 2  | Vinh         | 3-1     | Sông Lam Nghệ An             | -    | Đồng Tháp                    | 0-1     | Cao Lãnh     | 2 tháng 5  |
| 8 tháng 2  | Gò Dậu       | 2-0     | Bình Dương                   | -    | Hải Phòng                    | 1-3     | Lạch Tray    | 2 tháng 5  |
| 8 tháng 2  | Thống Nhất   | 2-1     | Ngân hàng Đông Á Thép Pomina | -    | LG.HN.ACB                    | 0-1     | Hàng Đẫy     | 2 tháng 5  |
| 8 tháng 2  | Chi Lăng     | 5-2     | Đà Nẵng                      | -    | Gạch Đồng Tâm Long An        | 0-1     | Long An      | 2 tháng 5  |
| 13 tháng 2 | Long An      | 0-4     | Gạch Đồng Tâm Long An        | -    | Sông Lam Nghệ An             | 0-3     | Vinh         | 9 tháng 5  |
| 13 tháng 2 | Gò Dậu       | 2-1     | Bình Dương                   | -    | LG.HN.ACB                    | 1-2     | Hàng Đẫy     | 9 tháng 5  |
| 13 tháng 2 | Chi Lăng     | 3-2     | Đà Nẵng                      | -    | Đồng Tháp                    | 0-1     | Cao Lãnh     | 9 tháng 5  |
| 13 tháng 2 | Thống Nhất   | 1-2     | Ngân hàng Đông Á Thép Pomina | -    | Hải Phòng                    | 2-1     | Lạch Tray    | 9 tháng 5  |
| 15 tháng 2 | Quy Nhơn     | 1-2     | Bình Định                    | -    | Nam Định                     | 0-0     | Thiên Trường | 9 tháng 5  |
| 15 tháng 2 | Hàng Đẫy     | 0-1     | Thể Công                     | -    | Hoàng Anh Gia Lai            | 0-2     | Pleiku       | 9 tháng 5  |
| 20 tháng 2 | Quy Nhơn     | 0-2     | Bình Định                    | -    | Bình Dương                   | 0-1     | Gò Đậu       | 14 tháng 5 |
| 22 tháng 2 | Pleiku       | 2-0     | Hoàng Anh Gia Lai            | -    | Ngân hàng Đông Á Thép Pomina | 2-2     | Thống Nhất   | 14 tháng 5 |
| 22 tháng 2 | Hàng Đẫy     | 2-0     | LG.HN.ACB                    | -    | Đà Nẵng                      | 1-2     | Chi Lăng     | 14 tháng 5 |
| 22 tháng 2 | Lạch Tray    | 1-1     | Hải Phòng                    | -    | Sông Lam Nghệ An             | 0-2     | Vinh         | 14 tháng 5 |
| 22 tháng 2 | Cao Lãnh     | 2-0     | Đồng Tháp                    | -    | Thể Công                     | 1-3     | Hàng Đẫy     | 14 tháng 5 |
| 22 tháng 2 | Long An      | 1-2     | Gạch Đồng Tâm Long An        | -    | Nam Định                     | 0-0     | Thiên Trường | 14 tháng 5 |
| 29 tháng 2 | Hàng Đẫy     | 0-1     | Thể Công                     | -    | Gạch Đồng Tâm Long An        | 1-3     | Long An      | 23 tháng 5 |
| 29 tháng 2 | Thiên Trường | 1-0     | Sông Đà Nam Định             | -    | Delta Đồng Tháp              | 0-0     | Cao Lãnh     | 23 tháng 5 |
| 29 tháng 2 | Vinh         | 3-1     | Sông Lam Nghệ An             | -    | LG.HN.ACB                    | 0-1     | Hàng Đẫy     | 23 tháng 5 |
| 29 tháng 2 | Chi Lăng     | 3-1     | Đà Nẵng                      | -    | Hải Phòng                    | 1-2     | Lạch Tray    | 23 tháng 5 |
| 29 tháng 2 | Quy Nhơn     | 1-0     | Bình Định                    | -    | Ngân hàng Đông Á Thép Pomina | 0-3     | Thống Nhất   | 23 tháng 5 |
| 29 tháng 2 | Pleiku       | 1-0     | Hoàng Anh Gia Lai            | -    | Bình Dương                   | 0-0     | Gò Đậu       | 23 tháng 5 |
| 7 tháng 3  | Hàng Đẫy     | 2-2     | LG.HN.ACB                    | -    | Gạch Đồng Tâm Long An        | 1-3     | Long An      | 30 tháng 5 |
| 7 tháng 3  | Gò Đậu       | 0-1     | Bình Dương                   | -    | Thể Công                     | 3-5     | Hàng Đẫy     | 30 tháng 5 |
| 7 tháng 3  | Vinh         | 0-0     | Sông Lam Nghệ An             | -    | Bình Định                    | 4-4     | Quy Nhơn     | 30 tháng 5 |
| 7 tháng 3  | Chi Lăng     | 0-0     | Đà Nẵng                      | -    | Hoàng Anh Gia Lai            | 1-4     | Pleiku       | 30 tháng 5 |
| 7 tháng 3  | Thống Nhất   | 1-3     | Ngân hàng Đông Á Thép Pomina | -    | Nam Định                     | 0-1     | Thiên Trường | 30 tháng 5 |
| 7 tháng 3  | Lạch Tray    | 1-0     | Hải Phòng                    | -    | Đồng Tháp                    | 0-1     | Cao Lãnh     | 30 tháng 5 |
| 14 tháng 3 | Vinh         | 1-0     | Sông Lam Nghệ An             | -    | Hoàng Anh Gia Lai            | 0-2     | Pleiku       | 6 tháng 6  |
| 14 tháng 3 | Hàng Đẫy     | 0-0     | LG.HN.ACB                    | -    | Đồng Tháp                    | 0-2     | Cao Lãnh     | 6 tháng 6  |
| 14 tháng 3 | Lạch Tray    | 1-3     | Hải Phòng                    | -    | Gạch Đồng Tâm Long An        | 1-5     | Long An      | 6 tháng 6  |
| 14 tháng 3 | Gò Đậu       | 1-2     | Bình Dương                   | -    | Nam Định                     | 1-2     | Thiên Trường | 6 tháng 6  |
| 14 tháng 3 | Thống Nhất   | 1-1     | Ngân hàng Đông Á Thép Pomina | -    | Thể Công                     | 1-1     | Hàng Đẫy     | 6 tháng 6  |
| 14 tháng 3 | Chi Lăng     | 1-1     | Đà Nẵng                      | -    | Bình Định                    | 2-3     | Quy Nhơn     | 6 tháng 6  |
| 21 tháng 3 | Pleiku       | 3-0     | Hoàng Anh Gia Lai            | -    | LG.HN.ACB                    | 2-2     | Hàng Đẫy     | 13 tháng 6 |
| 21 tháng 3 | Thiên Trường | 1-1     | Nam Định                     | -    | Đà Nẵng                      | 0-3     | Chi Lăng     | 13 tháng 6 |
| 21 tháng 3 | Cao Lãnh     | 2-1     | Delta Đồng Tháp              | -    | Ngân hàng Đông Á Thép Pomina | 2-0     | Thống Nhất   | 13 tháng 6 |
| 21 tháng 3 | Quy Nhơn     | 2-1     | Bình Định                    | -    | Hải Phòng                    | 0-1     | Lạch Tray    | 13 tháng 6 |
| 21 tháng 3 | Long An      | 0-2     | Gạch Đồng Tâm Long An        | -    | Bình Dương                   | 2-0     | Gò Đậu       | 13 tháng 6 |
| 21 tháng 3 | Hàng Đẫy     | 1-1     | Thể Công                     | -    | Sông Lam Nghệ An             | 1-8     | Vinh         | 13 tháng 6 |
| 25 tháng 3 | Pleiku       | 2-1     | Hoàng Anh Gia Lai            | -    | Hải Phòng                    | 0-1     | Lạch Tray    |            |
| 25 tháng 3 | Quy Nhơn     | 1-4     | Bình Định                    | -    | LG.HN.ACB                    | 0-1     | Hàng Đẫy     |            |
| 25 tháng 3 | Thiên Trường | 0-0     | Sông Đà Nam Định             | -    | Sông Lam Nghệ An             | 0-3     | Vinh         |            |
| 25 tháng 3 | Cao Lãnh     | 1-1     | Delta Đồng Tháp              | -    | Bình Dương                   | 2-3     | Gò Đậu       |            |
| 25 tháng 3 | Long An      | 5-0     | Gạch Đồng Tâm Long An        | -    | Ngân hàng Đông Á Thép Pomina | 4-1     | Thống Nhất   |            |
| 25 tháng 3 | Hàng Đẫy     | 0-0     | Thể Công                     | -    | Đà Nẵng                      | 2-1     | Chi Lăng     |            |

### Tiến trình mùa giải
| Đội ╲ Vòng                   | 1 | 2 | 3 | 4 | 5 | 6 | 7 | 8 | 9 | 10 | 11 | 12 | 13 | 14 | 15 | 16 | 17 | 18 | 19 | 20 | 21 | 22 |
| ---------------------------- | - | - | - | - | - | - | - | - | - | -- | -- | -- | -- | -- | -- | -- | -- | -- | -- | -- | -- | -- |
| Bình Dương                   | H | H | H | T | T | T | B | B | B | T  | H  | T  | H  | H  | B  | B  | T  | B  | B  | B  | B  | T  |
| Bình Định                    | B | T | T | H | B | B | T | H | H | T  | B  | T  | B  | H  | T  | H  | B  | B  | H  | T  | B  | B  |
| Delta Đồng Tháp              | B | B | B | B | B | T | B | B | H | T  | H  | B  | B  | H  | T  | T  | B  | H  | T  | T  | T  | B  |
| Đà Nẵng                      | H | H | B | T | T | B | T | H | H | H  | H  | H  | H  | H  | B  | B  | T  | B  | B  | B  | T  | B  |
| Gạch Đồng Tâm Long An        | T | B | B | B | B | B | T | H | T | B  | T  | T  | T  | B  | T  | B  | H  | T  | T  | T  | T  | T  |
| Hoàng Anh Gia Lai            | T | T | T | T | T | T | T | H | B | T  | T  | B  | T  | T  | B  | T  | H  | T  | T  | T  | H  | B  |
| LG Hà Nội ACB                | T | T | T | B | B | T | B | H | H | B  | T  | T  | T  | B  | T  | T  | B  | T  | B  | B  | H  | T  |
| Ngân hàng Đông Á Thép Pomina | H | B | T | T | B | B | B | B | H | B  | B  | B  | H  | H  | B  | T  | H  | T  | B  | H  | B  | B  |
| Sông Đà Nam Định             | T | T | B | B | T | T | T | T | T | H  | H  | T  | T  | T  | T  | H  | H  | H  | T  | T  | B  | B  |
| Sông Lam Nghệ An             | H | T | H | T | T | H | T | H | T | H  | H  | H  | H  | H  | B  | T  | T  | B  | H  | B  | T  | T  |
| Thép Việt Úc Hải Phòng       | B | B | T | B | T | H | B | T | B | B  | B  | B  | B  | B  | T  | B  | B  | T  | B  | B  | T  | T  |
| Thể Công                     | B | B | B | H | B | B | B | T | H | H  | H  | B  | B  | T  | B  | B  | T  | B  | T  | H  | B  | T  |

### Vị trí các đội qua các vòng đấu
| Đội ╲ Vòng                   | 1          | 2  | 3  | 4  | 5  | 6  | 7  | 8  | 9  | 10 | 11 | 12 | 13 | 14 | 15 | 16 | 17 | 18 | 19 | 20 | 21 | 22 |   |
| ---------------------------- | ---------- | -- | -- | -- | -- | -- | -- | -- | -- | -- | -- | -- | -- | -- | -- | -- | -- | -- | -- | -- | -- | -- | - |
| Đội ╲ Vòng                   | Bình Dương |    | 8  | 7  | 6  | 4  | 4  | 5  | 5  | 6  | 4  | 5  | 5  | 5  | 5  | 7  | 7  | 5  | 6  | 6  | 7  | 7  | 6 |
| Bình Định                    |            | 5  | 4  | 5  | 8  | 8  | 7  | 7  | 7  | 5  | 7  | 6  | 7  | 7  | 6  | 5  | 6  | 7  | 7  | 6  | 6  | 7  |   |
| Delta Đồng Tháp              |            | 10 | 11 | 12 | 12 | 12 | 11 | 12 | 12 | 11 | 10 | 10 | 11 | 12 | 10 | 9  | 9  | 10 | 9  | 8  | 8  | 8  |   |
| Đà Nẵng                      |            | 7  | 10 | 8  | 6  | 6  | 6  | 6  | 5  | 6  | 6  | 7  | 8  | 8  | 8  | 8  | 8  | 8  | 8  | 9  | 9  | 9  |   |
| Gạch Đồng Tâm Long An        |            | 6  | 9  | 10 | 10 | 10 | 10 | 10 | 9  | 9  | 8  | 8  | 6  | 6  | 5  | 6  | 7  | 5  | 5  | 3  | 3  | 3  |   |
| Hoàng Anh Gia Lai            |            | 1  | 1  | 1  | 1  | 1  | 1  | 1  | 1  | 1  | 1  | 1  | 1  | 1  | 2  | 1  | 1  | 1  | 1  | 1  | 1  | 1  |   |
| LG Hà Nội ACB                |            | 3  | 2  | 2  | 3  | 3  | 4  | 4  | 4  | 7  | 4  | 4  | 4  | 4  | 3  | 3  | 4  | 3  | 3  | 4  | 5  | 5  |   |
| Ngân hàng Đông Á Thép Pomina |            | 9  | 6  | 4  | 7  | 7  | 8  | 9  | 10 | 10 | 11 | 11 | 10 | 10 | 12 | 11 | 10 | 9  | 10 | 10 | 11 | 12 |   |
| Sông Đà Nam Định             |            | 2  | 3  | 7  | 5  | 5  | 3  | 2  | 2  | 2  | 2  | 2  | 2  | 2  | 1  | 2  | 2  | 2  | 2  | 2  | 2  | 2  |   |
| Sông Lam Nghệ An             |            | 4  | 5  | 3  | 2  | 2  | 2  | 3  | 3  | 3  | 3  | 3  | 3  | 3  | 4  | 4  | 3  | 4  | 4  | 5  | 4  | 4  |   |
| Thép Việt Úc Hải Phòng       |            | 12 | 8  | 9  | 9  | 9  | 9  | 8  | 8  | 8  | 9  | 9  | 9  | 9  | 9  | 10 | 11 | 11 | 11 | 12 | 10 | 10 |   |
| Thể Công                     |            | 11 | 12 | 11 | 11 | 11 | 12 | 11 | 11 | 12 | 12 | 12 | 12 | 11 | 11 | 12 | 12 | 12 | 12 | 11 | 12 | 11 |   |

## Thống kê mùa giải

### Theo câu lạc bộ
| Xếp hạng                     | Câu lạc bộ                   | Số lượng |
| ---------------------------- | ---------------------------- | -------- |
| CLB thắng nhiều nhất         | Hoàng Anh Gia Lai            | 14 trận  |
| CLB thắng ít nhất            | Ngân hàng Đông Á Thép Pomina | 4 trận   |
| CLB hoà nhiều nhất           | Sông Lam Nghệ An             | 10 trận  |
| CLB hoà ít nhất              | Thép Việt Úc Hải Phòng       | 1 trận   |
| CLB thua nhiều nhất          | Thép Việt Úc Hải Phòng       | 14 trận  |
| CLB thua ít nhất             | Hoàng Anh Gia Lai            | 3 trận   |
| Chuỗi thắng dài nhất         | Hoàng Anh Gia Lai            | 6 trận   |
| Chuỗi bất bại dài nhất       | Sông Đà Nam Định             | 16 trận  |
| Chuỗi không thắng dài nhất   | Ngân hàng Đông Á Thép Pomina | 11 trận  |
| Chuỗi thua dài nhất          | Thép Việt Úc Hải Phòng       | 6 trận   |
| CLB ghi nhiều bàn thắng nhất | Hoàng Anh Gia Lai            | 40 bàn   |
| CLB ghi ít bàn thắng nhất    | Thể Công                     | 20 bàn   |
| CLB lọt lưới nhiều nhất      | Thể Công                     | 39 bàn   |
| CLB lọt lưới ít nhất         | Hoàng Anh Gia Lai            | 15 bàn   |
| CLB nhận thẻ vàng nhiều nhất |                              |          |
| CLB nhận thẻ vàng ít nhất    |                              |          |
| CLB nhận thẻ đỏ nhiều nhất   |                              |          |
| CLB nhận thẻ đỏ ít nhất      |                              |          |

### Theo cầu thủ

#### Giữ sạch lưới
- Bùi Quang Huy (Sông Đà Nam Định): 509 phút[18]

## Các giải thưởng

### Giải thưởng tháng
Vì một số lý do, ban tổ chức giải đấu chỉ có thể trao các giải thưởng hàng tháng bắt đầu từ tháng 2 mùa giải này.
| Tháng   | Cầu thủ xuất sắc nhất tháng            | Cầu thủ trẻ xuất sắc nhất tháng         | Thủ môn xuất sắc nhất tháng       | Đội bóng xuất sắc nhất tháng | Huấn luyện viên xuất sắc nhất tháng                        |
| ------- | -------------------------------------- | --------------------------------------- | --------------------------------- | ---------------------------- | ---------------------------------------------------------- |
| Tháng 2 | Amaobi (Sông Đà Nam Định)              | Phạm Văn Quyến (Sông Lam Nghệ An)       | Võ Văn Hạnh (Hoàng Anh Gia Lai)   | Hoàng Anh Gia Lai            | Arjhan Songamsak (Hoàng Anh Gia Lai)                       |
| Tháng 3 | Amaobi (Sông Đà Nam Định)              | Phan Văn Tài Em (Gạch Đồng Tâm Long An) | Dương Hồng Sơn (Sông Lam Nghệ An) | Sông Đà Nam Định             | Nguyễn Ngọc Hảo (Sông Đà Nam Định)                         |
| Tháng 4 | Amaobi (Sông Đà Nam Định)              | Phan Văn Tài Em (Gạch Đồng Tâm Long An) | Bùi Quang Huy (Sông Đà Nam Định)  | Sông Đà Nam Định             | Nguyễn Ngọc Hảo (Sông Đà Nam Định)                         |
| Tháng 5 | Kiatisuk Senamuang (Hoàng Anh Gia Lai) | Phan Văn Tài Em (Gạch Đồng Tâm Long An) | Bùi Quang Huy (Sông Đà Nam Định)  | Hoàng Anh Gia Lai            | Phạm Anh Tuấn (Đồng Tháp)                                  |
| Tháng 6 | Minh Phương (Gạch Đồng Tâm Long An)    | Lê Công Vinh (Sông Lam Nghệ An)         | Dương Hồng Sơn (Sông Lam Nghệ An) | Gạch Đồng Tâm Long An        | Henrique Calisto và Huỳnh Ngọc San (Gạch Đồng Tâm Long An) |

### Giải thưởng chung cuộc
Lễ trao các giải thưởng chung cuộc được tổ chức vào ngày 20 tháng 7 năm 2004 tại Nhà thi đấu Quân khu 7, Thành phố Hồ Chí Minh.
- Vua phá lưới: Amaobi (Nam Định) – 15 bàn thắng
- Cầu thủ xuất sắc nhất giải: Kiatisuk Senamuang (Hoàng Anh Gia Lai)
- Huấn luyện viên xuất sắc nhất giải: Nguyễn Ngọc Hảo (Sông Đà Nam Định)
- Thủ môn xuất sắc nhất giải: Bùi Quang Huy (Sông Đà Nam Định)
- Cầu thủ trẻ xuất sắc nhất giải: Phan Văn Tài Em (Gạch Đồng Tâm Long An)
- Giải phong cách: Delta Đồng Tháp[24]
- Đội hình tiêu biểu:

| Giải bóng đá Vô địch Quốc gia 2004 Nhà vô địch |
| ---------------------------------------------- |
| Hoàng Anh Gia Lai Lần thứ hai                  |